# Электромагнитная диафрагма
Электромагнитная диафрагма — электромеханическое устройство, определяющее форму и размер светового пятна в оборудовании электронного растрирования полутоновых изображений, управляемое электрическим сигналом и действующее по электромагнитному принципу.
Состоит их двух прямоугольных пластин-диафрагм, одна из которых подвижна, относительно второй. На каждой диафрагме есть вырез треугольной формы. Между собой вырезы образуют ромб, который увеличивается или уменьшается при взаимном перекрытии диафрагм. Перекрытие образуется, когда подвижная пластина, управляемая током видеосигнала, идущим по электромагниту, опускается на неподвижную.
Так как электромеханический привод состоит из большого числа подвижных элементов, которые отрицательно влияют на быстродействие устройства, практическое применение нашли устройства с относительно малоинерционными зеркальными гальванометрами и электродиафрагмами.
Развитие цифровых методов печати привело к вытеснению такого оборудования.